# Sexy Zone Sexy Power Tour
『Sexy Zone Sexy Power Tour』（セクシーゾーン セクシーパワーツアー）は、Sexy Zoneの6枚目のライブビデオ。2015年9月9日にポニーキャニオンから発売。
本作は3rdアルバム「Sexy Power3」をもとにしたツアーで中島健人、菊池風磨、佐藤勝利メインメンバー3人の曲やSexy Boyz、Sexy 松をそれぞれ披露したライブ。
初回限定盤(Blu-ray Disc)、初回限定盤(DVD 2枚組)と通常盤(Blu-ray Disc)、通常盤(DVD)の4形態リリース。

## 収録内容

### 初回限定盤・通常盤
Sexy Zone Sexy Power Tour　横浜アリーナコンサート映像 (2015年3月29日収録)
1. Overture
2. King & Queen & Joker
3. Sexy Summerに雪が降る
4. We Gotta Go
5. DANCEコーナー
6. まだ見ぬ景色 - 佐藤勝利
7. トラフィックジャム - Sexy Boys・Sexy 松
8. Party up! - 菊池風磨
9. ディア ハイヒール - 中島健人
10. 桜咲くColor - 中島健人・佐藤勝利・マリウス葉
11. 雨だって - 菊池風磨・松島聡
12. Ghost～君は幻～
13. Snow & Stars - 中島健人・菊池風磨・佐藤勝利
14. スキすぎて
15. ぶつかっちゃうよ
16. Hey you!
17. ガムシャララ - 松島聡・マリウス葉
18. 男 never give up - 中島健人・菊池風磨・佐藤勝利
19. 君にHITOMEBORE - 中島健人・菊池風磨・佐藤勝利
20. BAD BOYS - 中島健人・菊池風磨・佐藤勝利
21. この手をつなごう - Sexy Boyz・Sexy 松
22. Black Cinderella - 中島健人
23. 好きだよ - 佐藤勝利
24. 20-Tw/Nty- - 菊池風磨
25. マワレ ミラクル - 中島健人・菊池風磨・佐藤勝利
26. 明日の為に僕がいる - 中島健人・菊池風磨・佐藤勝利 (A.B.C-Zの曲)
27. Crazy Accel (A.B.C-Zの曲)
28. Real Sexy!
29. バィバィDuバィ ～See you again～
30. 一歩ずつ ～Walk On The Wild Side～ - 中島健人・菊池風磨・佐藤勝利
31. Sexy Zone
32. Lady ダイヤモンド
33. 完全マイウェイ
34. ドキドキBreak Out!!

## 初回限定盤特典
1. Document Movie of Sexy Power Tour（福岡～横浜～大阪～名古屋）
2. スペシャル・フォトブック（32P）
3. 特製三つ折りジャケット仕様
4. トレーディングカード５枚セット[佐藤勝利/中島健人/菊池風磨/マリウス葉/松島聡]